# Angolas historia

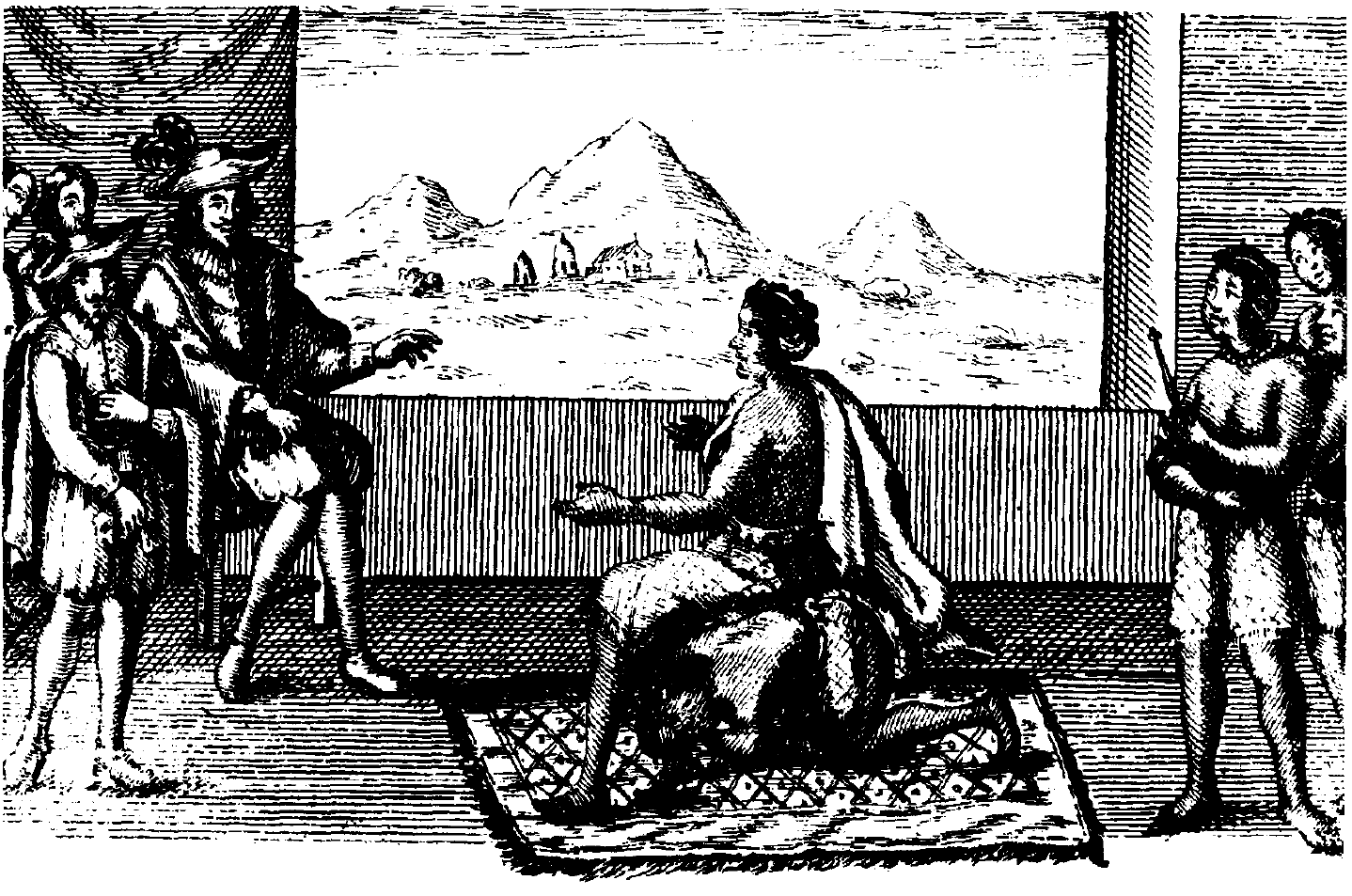
Drottning Nzinga från kungariket Ndongo i fredsförhandlingar med en portugisisk delegation 1657.

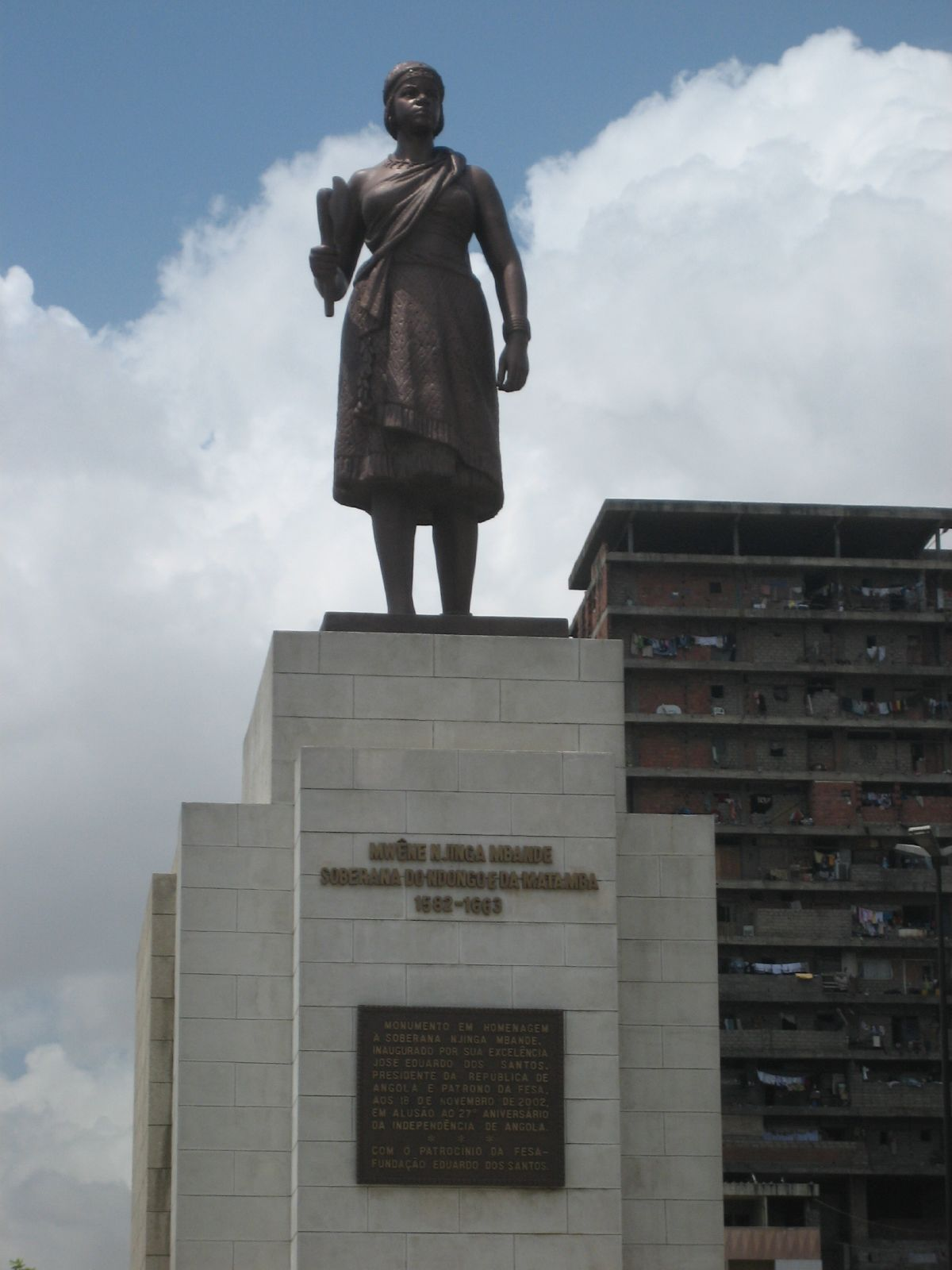
Drottning Nzinga, staty i Luanda.

Angolas historia präglas av den långa tiden som portugisisk koloni, 400 år. Det största förkoloniala riket i regionen var Kongoriket, som sedan 1200-talet innefattade nuvarande norra Angola. Övriga delar av den blivande kolonin kontrollerades av bland andra Lundariket och kungariket Ndongo. Efter självständigheten 1975 kastades landet in i ett långt inbördeskrig, där kalla krigets aktörer ömsom stödde olika gerillagrupper. Ett fredsavtal undertecknades 1994.

## Förkolonial historia
Nuvarande Angola har varit bebott sedan förhistorisk tid. De första samhällen vi känner till i regionen är dock de khoisansamhällen, som dominerade fram till 700-talet e.Kr., när den stora bantumigrationen nådde sydvästra Afrika. Till Angola anlände bantufolk från nuvarande Kamerun, som med sina överlägsna kunskaper i metallurgi, jordbruk, etcetera efter några århundraden dominerade den politiska arenan.
Det första större centralstyrda riket i regionen var kungariket Kongo, som växte fram på 1200-talet och snart sträckte sig från nuvarande Gabon i norr till Kwanzafloden i söder, det vill säga stora delar av nuvarande Kongo-Brazzaville, Kongo-Kinshasa och Angola. Detta var det mäktigaste av de tidiga bantukungarikena med flera andra vasallriken under sig. Ett av dessa var mbundufolkets rike Ndongo, som emellertid blev självständigt på 1400-talet. Dess kungatitel var Ngola, vilket blev landets namn Angola.
Kungen i Kongoriket hade teoretiskt absolut makt och styrde med hjälp av sex guvernörer, en för varje provins. Dessa var ansvariga för uppbörd av den regionala skatten som bestod av snäckor, palmfibrer och andra handelsvaror. Huvudstad var Mbanza-Kongo som förmodligen var den största staden söder om Sahara, en uppgift nämner 50 000 invånare. I mitten på 1500-talet döpte portugiserna om staden till São Salvador och byggde en katolsk katedral. 
Bantufolken var skickliga krukmakare och vävde palmfibrer för mattor och kläder. De kunde bearbeta metaller som järn och koppar. De hade tama husdjur som får, svin och höns och i vissa områden även kor. Deras hantverksskicklighet imponerade på de portugisiska pionjärerna. Portugiserna gav de lokala kungadömena militärt stöd och kunskaper i byggteknik i utbyte mot varor som elfenben, kryddor och koppar.
År 1506 dog den gamle kungen och Mvemba Nzinga valdes till efterträdare. Han lät sig döpas av en jesuitpräst och tog namnet Afonso efter den första portugisiska kungen.

## Kolonisationen
Portugisiska handelsmän anlände på 1400-talet (de första handelsstationerna upprättades 1483) och inledde ett huvudsakligen fredligt utbyte med Kongo, vilket bland annat ledde till att kung Nzinga Nkuwu lät kristna sig. År 1520 antog Nzinga Nkuwus son, Afonso Mvemba Nzinga kristendomen som statsreligion. Kongos tid som kristen stat innebar utökat samarbete med Europa.
Kung Afonso I var en helhjärtad och intellektuell kristen som ville införa kristendom och europeiska seder i sitt rike. Han lärde sig läsa och skriva portugisiska. Både affärsmän och missionärer var välkomna. Likaså hantverkare som smeder, murare och jordbrukare. Två tyska boktryckare fann också vägen till Kongoriket och införde boktryckarkonsten. Kvinnor från Lissabon lärde ut hemkunskap till landets förnäma damer. Flera av kungens ättlingar skickades till skolor i Portugal och ett par unga män skickades vidare till Rom och blev vigda till biskopar. En faster till kungen undervisade flickor i en specialskola. Dom Afonso övervakade också uppförandet av Afrikas första katedral i sin huvudstad Mbanza Kongo. Påven erkände 1595 den kristna församlingen där. Men år 1521 dog den portugisiske kungen och efterträddes av João III. Nu var både Brasilien upptäckt och vägen till Indien etablerat. Den nye kungen var inte intresserad den första kristna församlingen i södra Afrika.
1575 utropade Portugal en koloni i södra Kongo och dess hinterland, under namnet Angola. Omkring hundra familjer och 400 soldater skickades att bosätta sig i vad som blev huvudstaden Luanda.

### Slavhandel

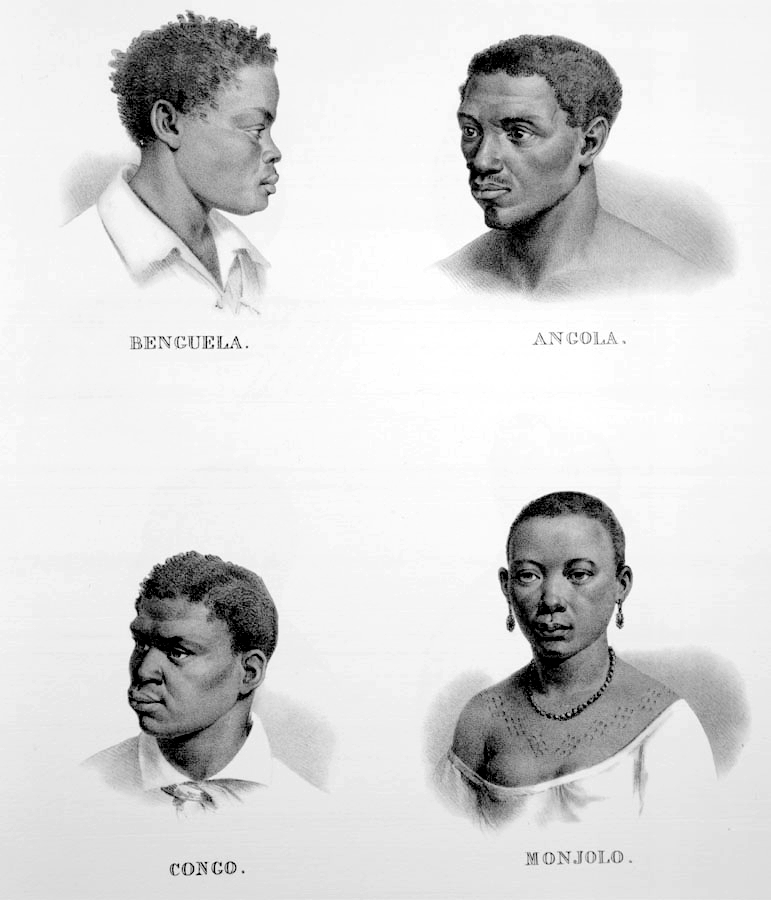
Slavar från Benguela, Angola, Congo, Monjolo på väg till Brasilien

Slavhandeln, som så småningom kom att dominera portugisernas aktiviteter i Angola, byggde delvis på lokala traditioner. Det var till exempel vanligt med tvångsarbete åt kungen. Imbangala krigare stal medborgare i Ndola och Matamba och sålde dessa som slavar till portugisiska handelsmän. Denna handel expanderade i början av 1600-talet då Nzinga Mbande kom till makten.

### Drottning Nzinga Mbande
Kungen av Ndongo, som lydde under Kongoriket dog 1617 och efterträddes av sin son Mbande. Den portugisiska guvernören João Correia de Sousa önskade fred med Ndongo och kallade till en fredskonferens i Luanda. Kungen skickade då sin syster Nzinga som fredsambassadör. För att underlätta förhandlingarna lät Nzinga döpa sig och lade till namnet Anna de Sousa efter guvernörens fru. Ett freds- och handelsavtal kunde undertecknades 1622. Handel med slavar var nu starkt begränsad. Två år senare dog kung Mbandi och Nzinga besteg tronen och blev drottning. Portugiserna bröt fredsavtalet och i kriget som följde tvingades Nzinga och hennes soldater att fly till grannlandet Matamba. Hon utropades till drottning i Matamba och välkomnade slavar och svarta soldater som rymt från portugiserna. Härifrån fortsatte hon kriget mot portugiserna, hon var en skicklig strateg och hade en effektiv underrättelsetjänst. På 1640-talet bildade hon en allians med holländare som hade intagit Luanda och konkurrerade om slavhandeln.
Portugal var den nation som förde flest slavar över Atlanten. Från Luanda utskeppades slavar till kaffe- och sockerplantager i Brasilien. Från Kabinda skeppades slavar till Karibien. Portugal var också en av de sista nationerna som förbjöd slaveriet 1878.
Angolas nuvarande gränser fastställdes dock inte förrän i samband med Berlinkonferensen 1884-1885. De gamla gränserna ignorerades och gick rakt igenom etniska och språkliga skiljelinjer. Tre stora folkgrupper dominerar kolonien: Bakongofolket i norr, Ambundufolket centralt och Ovimbufolket i södra och östra Angola.
En stor del av Bakongofolket levde i Belgiska Kongo och i sydost lede det mindre talrika folket Herero både i Angola och i tyska och engelska protektorat.

### Tyska Sydvästafrika
England och Tyskland förde hemliga förhandlingar mellan 1911 och 1914 om att dela Angola mellan sig. England hade Barotseland (senare Nordrhodesia) öster om Angola. Tyskland hade tillerkänts landet i söder, Tyska Sydvästafrika. År 1904 gjorde Hererofolket uppror. Tyskarna skickade en stor expeditionsstyrka under befäl av Lothar von Trotha som beordrade folkmord på Herero. I oktober 1914 startade Tyska fälttåget in över gränsen i södra Angola. Hela södra provinsen, nuvarande Cunene, ockuperades. Den 7 juli 1915 återerövrades provinsen under befäl av general Pereira d'Eça. Året därpå förklarade Tyskland krig mot Portugal.

### Upproret i Bailundo
Ovimbundu var ett krigarfolk som levde på högplatån i södra Angola. De var organiserade i 22 små kungadömen som samarbetade i en kooperativ form. Den mäktigaste kungen på 1700-talet var Bailundo som gav namn till ett samhälle i provinsen Huambo. Under senare delen av århundradet blev de underkuvade av portugisisk militär och bedrev därefter handel med portugiserna. De mest begärliga varorna var elfenben och slavar som fördes ner till handelsstationer vid kusten. När slaveriet förbjöds 1878 minskade handeln och istället insamlades latex från gummiträd och transporterades till de utländska handelsmännen. Ofta uppstod konflikter mellan Ovimbundu och portugisiska handelsmän. De senare anlitade legosoldater för sitt beskydd. I början på 1900-talet sjönk världsmarknadspriset på naturgummi, vilket medförde att betalning sänktes eller uteblev.
År 1902 samlades ovimbundu-folket för att välja en ny hövding.  Portugisiska handelsmän provocerade hövdingarna genom att höja priset på en tunna rom, som hörde till vid festandet i samband med valet. Provokationerna fortsatte och till slut fick den blivande hövdingen nog. Kung Kalandula samlade en stor skara krigare, ockuperade tre portugisiska fort. Sedan uppsökte han den portugisiske kaptenen för att få till ett fredsavtal, men fängslades och fördes till ett portugisiskt fort. Fyra månader tog det för Portugal att kväsa detta uppror.

### Portugals kolonialpolitik under 1900-talet
År 1908 i februari mördades kung Carlos I av Portugal och republik infördes. Administrationen i de portugisiska kolonierna decentraliserades och bland annat Angola fick en viss grad av självstyrelse och en egen ekonomi.
Guvernören fick i uppdrag att se till att den inhemska befolkningen skulle uppfostras och skyddas. Men de fick inga politiska rättigheter, utom inom sina egna folkgrupper och lokalsamhällen.
Portugals ekonomi havererade och i slutet på 1920-talet tvingades president Carmona att vända sig till Nationernas Förbund och begära nödlån. Finansminister blev Oliveira de Salazar. Några år senare utsågs han till statsminister med oinskränkta befogenheter. Därefter började han skapa Den Nya Staten, vilket fick stora konsekvenser för kolonierna.
Självstyre för kolonierna upphörde. Ekonomin inlemmades i Portugals ekonomi. Arbetslösa och kriminella personer utvisades till kolonierna. Fler poliser och militärer skickades till kolonierna. Produkter såsom kaffe, bomull och naturresurser fick bara exporteras till Portugal. Förnödenheter fick bara importeras från Portugal. Priser bestämdes i Lissabon ekonomin stabiliserades, men kolonierna fick betala. Koloniallagen skrevs om så att myndigheter utdöma tvångsarbete för angolanska män.
Under 1930-talet växte oppositionen mot Salazars diktatur, både i Portugal och hos vissa angolanska statstjänstemän, bland annat Henrique Galvão. Men under andra världskriget, då Portugal var neutralt, samlades man under regeringen i Lissabon. År 1949 sökte Portugal medlemskap i NATO. I samband därmed ändrades statusen kolonierna och benämndes därefter Provinser på andra sidan havet. Alla angolaner fick portugisiskt medborgarskap, men endast vita fick rösträtt. Efter denna förändring kunde Portugal beviljas medlemskap i FN.

## Frigörelsen
På 1950-talet tilltog oppositionen mot Den Nya Staten. Flera afrikanska ledare studerade i Lissabon eller Paris. I Portugal fick de stöd av kommunister och andra regimkritiska grupper. Men fackföreningar var förbjudna, vänsterinriktade organisationer förföljdes och många av dess ledare deporterades till avlägsna öar i Kap Verde-arkipelagen.
Flera engelska och franska kolonier fick sin självständighet under ordnade former. Men Portugal var så ekonomiskt beroende av sina Provinser på andra sidan havet att det var otänkbart. Flera befrielsegrupper bildades för att uppnå självständighet. Det kalla kriget hindrade dock FN att ta ställning och stormakterna bevakade sina intressen. För Angola bildades MPLA som stöddes av Moskva, FNLA med stöd från Washington och UNITA med stöd från den Sydafrikanska unionen. Senare fick MPLA också stöd från Kuba. Denna situation gjorde att befrielsekriget i Angola varade i fjorton år.
Liksom för övriga portugisiska kolonier innebar den vänsterinriktade nejlikerevolutionen mot fascistdiktaturen i moderlandet 1974 en snabb frigörelseprocess. För Angola dröjde det på grund av konkurrensen mellan tre olika gerillarörelser och med hänsyn till den stora vita minoriteten i landet till 1975 innan landet var fullt självständigt.

## Inbördeskriget
Den marxist-leninistiska befrielserörelsen MPLA, understödd av Sovjetunionen, och dess allierade (däribland Kuba), tog kontrollen över huvudstaden Luanda och större delen av övriga landet. MPLA var den antikoloniala befrielserörelse som åtnjöt det största folkliga stödet i Angola under kriget mot den portugisiska kolonialmakten. Den USA- och Zairestödda FNLA-gerillan marginaliserades snabbt, medan den sydafrikastödda, senare USA-stödda, antikommunistiska UNITA-gerillan höll sig kvar i södra delen av landet och senare erhöll militärt bistånd från Sydafrika. 
1975 anlände militära rådgivare från Kuba till Angola på inbjudan av MPLA-regeringen. SWAPO, en befrielserörelse i Namibia som slogs mot Sydafrika för självständigheten i grannlandet Sydvästafrika fick nu en fristad i Angola. Detta ledde till ökat sydafrikanskt stöd till UNITA och att den sydafrikanska armén invaderade södra Angola för att eliminera SWAPO-baser i området. Under de följande åren genomförde sydafrikanska styrkor från sina baser i Namibia liknande tillfälliga intrång på angolsk mark vilket ofta ledde till strider med MPLA och kubanska styrkor. Sydafrikanerna förblev i stort sett obesegrade i strid men på grund av det politiska kaoset som pågick i hemlandet och att Israel, som tidigare hade varit deras främsta vapenleverantör, nu ingick i FN:s vapenembargo mot Sydafrika, drog sig de sydafrikanska styrkorna 1989 tillbaka och Namibia fick sin självständighet. 

## Efter fredsavtalet
Den förste MPLA-presidenten Agostinho Neto avled 1979 och efterträddes av José Eduardo dos Santos, som även vann det demokratiska presidentval som utlystes 1992 under en kort tid av fred mellan MPLA och Unita. Ett fredsavtal undertecknades 1994, men fred infann sig inte förrän Unita-ledaren Jonas Savimbi 2002 avlidit. Den 1 januari 2007 gick Angola med i OPEC.
MPLA (Folkrörelsen för Angolas befrielse) har styrt i Angola sedan självständigheten från Portugal 1975.  President José Eduardo dos Santos kom till makten 1979. När João Lourenço  blev Angolas nya president i september 2017 innebar det slutet på José Eduardo dos Santos 38 år långa styre.